# 若羌楼蘭空港

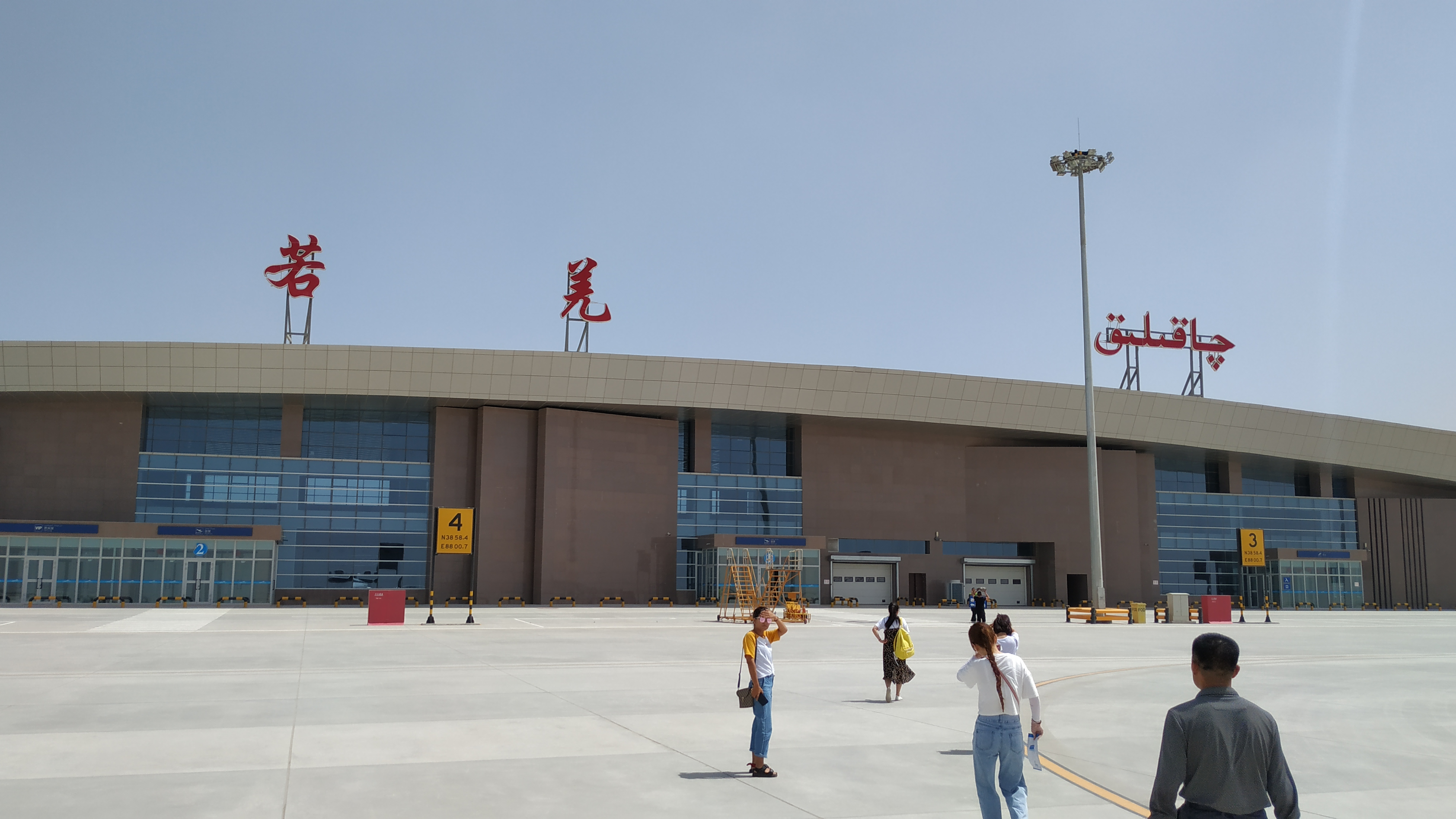
若羌楼蘭空港（新疆ウイグル自治区）

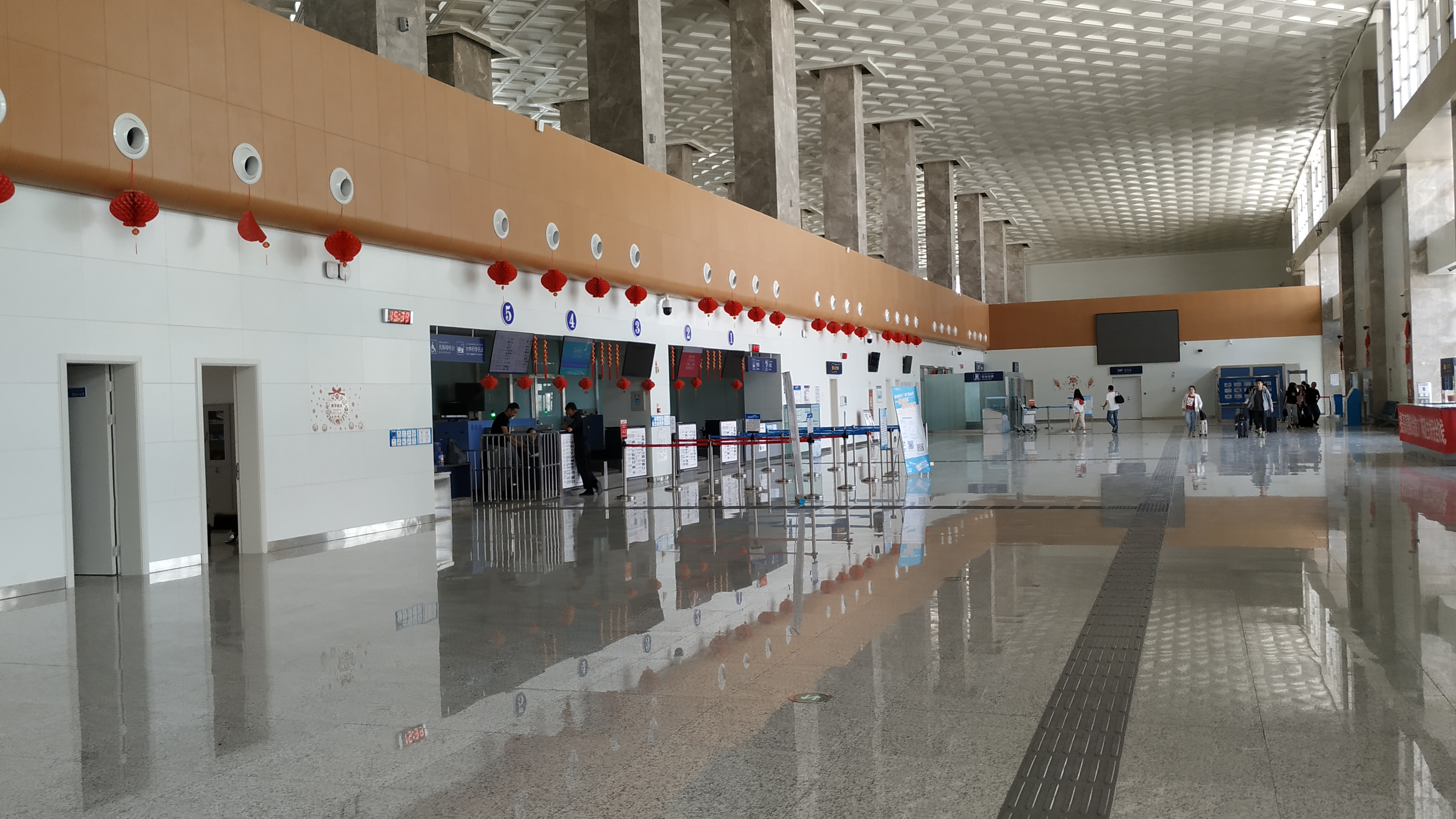
若羌楼蘭空港の屋内

若羌楼蘭空港（じゃくきょうろうらんひこうじょう、中国語: 若羌楼兰机场、英語: Ruoqiang Loulan Airport）は、中華人民共和国新疆ウイグル自治区バインゴリン・モンゴル族自治州チャルクリク県（中国語名称：若羌県）吾塔木郷（西郊外）にある飛行場（IATAコード：RQA、ICAOコード：ZWRQ）である。

## 概要
若羌楼蘭民間空港の総投資額は約5億1,000万元で、飛行エリアは中国民用航空局の空港等級では「4C」クラスに基づいて設計され、新たに2,800メートルの滑走路が建設された。ターミナル・エリアは観光客12万人、貨物480トンの目標（2020年予想）を満たすように設計されている。ターミナルビルの総面積は3,000平方メートル。
2018年3月29日、若羌楼蘭空港が正式に開通し、チャルクリク県に民間航空空港がなかった歴史に終止符を打った。
2019年の若羌空港の輸送量は 131,110 人の乗客に達し、前年比298%増加した。 

## 航空会社と目的地
| 航空会社 | 就航地                                                           |
| -------- | ---------------------------------------------------------------- |
| 山東航空 | ウルムチ地窩堡国際空港（ウルムチ市）、鄭州新鄭国際空港（鄭州市） |
| 華夏航空 | 且末玉都机场（チャルチャン県）、库尔勒梨城机场（コルラ市）       |

## 交通
西郊外の空港からチャルチャン市内までは空港バスはなく、タクシーの料金は約20元である。

## 参照項目
- G315国道
- 楼蘭